# Bejimbet Mailin

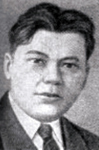
Bejimbet Mailin

Bejimbet Scharmaghambetuly Mailin (kasachisch Бейімбет Жармағамбетұлы Майлин, russisch Беимбет Жармагамбетович Майлин Beimbet Scharmagambetowitsch Mailin; * 15. November 1894 in der Oblast Turgai, Russisches Kaiserreich; † 10. November 1938) war ein kasachisch-sowjetischer Schriftsteller.

## Leben
Mailin wurde 1894 im heutigen Gebiet Qostanai geboren. Er verlor früh seine Eltern und wurde von der Großmutter aufgezogen. Ab 1911 besuchte er die Madrasa in seinem Heimatdorf und lernte vom örtlichen Mullah das Schreiben. Ab 1913 besuchte er die Madrasa in Troizk und später die Madrasa in Ufa. Er besuchte zudem auch eine russisch-kasachische Schule, in der er Russisch lernte. Bereits zu dieser Zeit begann er, seine ersten Gedichte zu verfassen. 1915 schrieb er einen seiner bekanntesten Romane über die tragische Liebe eines Mädchens in einem kasachischen Dorf, in dem er auch die Frage der Gleichberechtigung von Frauen aufwarf.
1916 zog er wieder in sein Heimatdorf, wo er als Lehrer unterrichtete. Er schrieb außerdem weiter Gedichte, Romane und Theaterstücke über das Leben auf dem Dorf. Nachdem auch in der Oblast Turgai die Sowjetmacht etabliert worden war, übte Mailin Funktionen in der neuen Regionalverwaltung aus. Ab 1922 war Mailin bei der Zeitung Jengbekschil qasaq in Orenburg tätig, zuerst als Herausgeber, später als Angestellter des Blattes. 1923 erschien seine erste Gedichtsammlung. 1925 trat er der Kommunistischen Partei bei. In den Jahren von 1928 bis 1932 war er Herausgeber der Zeitung Qasaq tili und in den folgenden zwei Jahren arbeitete er nochmals für die Zeitung Jengbekschil qasaq, die sich zwischenzeitlich in Sozialdy Qasaqstan umbenannt hatte. Im Juli 1934 wurde er Herausgeber der Zeitung Qasaq ädebijeti. Zusammen mit Ghabit Müssirepow schrieb er 1936 das Stück Amangeldi, das zwei Jahre später als erster kasachischer Film überhaupt erschien.
1938 wurde er verhaftet, wegen „konterrevolutionärer Aktivitäten“ angeklagt, zum Tode verurteilt und hingerichtet.